# 최광문
최광문(崔光文, 1984년 2월 27일~)은 재즈 베이시스트이자 경남재즈유니온의 대표로 세계적인 재즈 교육기관 뉴욕 뉴 스쿨(The New School for Jazz and Contemporary Music)을 4년 장학생으로 졸업하고 뉴욕시립대 퀸즈대학 대학원 재즈연주학과 석사 학위를 받았다. 현대를 대표하는 베이스 거장 래리 그레나디어, 제이 레온하트, 로널드 멕클루어, 조 마틴등을 사사했으며, 현지 유력 일간지인 뉴욕 데일리 뉴스(New York Daily News)에 소개되며 그의 인상적인 연주력을 인정받기도 했다.
정규 1집 앨범 <Original Intension>과 2집 앨범 <Splendor Of Inncence>를 발매하였고 정규 3집 리하르트 바그너 탄생 200주년 기념 프로젝트 <Sounding The Silence>를 발매하여 큰 관심을 모았다.
최근에는 진주시의 남강을 그리는 싱글앨범 '남강애'를 발매하고 전)한국국제대학교 음악공연학과 교수로 재직, 현재 유튜브 재즈노트를 운영하고 있으며 KBS진주 1라디오 '라이브진주'에서 다양한 재즈음악을 소개하고 있다.

## 음반
- 2012년 Original Intension
- 2012년 Splendor Of Inncence
- 2013년 Sounding The Silence